# Замок Кинбейн
Замок Кинбейн (англ. Kinbane Castle, Kenbane Castle, ирл. Caislen Ceinn Bán, досл. «замок Белой Головы») — один из замков Ирландии, расположен в графстве Антрим, Северная Ирландия. Замок стоит на длинном узком известняковом мысе, выступающем в море. Находится примерно в 5 км от замка Балликастл на пути к поселку Баллитой. Название замка переводится как «Белая голова» — так замок назван по известняковой скале, на которой он стоит. Путь к замку узкий и ступенчатый, делая его неприступным. Сейчас замок Кинбейн объявлен памятником истории и культуры, и он охраняется государством. Со стен замка открывается вид на остров Ретлин и крепость Дунагрегор — древнюю крепость времен железного века. Сейчас замок лежит в руинах.

## История
Замок построил в 1547 году Колла Макдоннелл, брат Сорли Боя Макдоннелла. Замок имел два этажа, большой внутренний двор, были также другие постройки, сделанные из дерева. В 1551 году замок был осажден английскими войсками, которые прислал лорд-протектор Ирландии и которым командовал Джеймс Крофт. Целью этого похода было уничтожение клана Макдоннелл, упорно отказывавшегося подчиняться Англии. Замок выстоял осаду. Следующую осаду он пережил в 1555 году, когда замок снова окружили английские войска. Замок был частично уничтожен огнем артиллерии, но он снова выстоял. В следующем году Колла Макдоннелл восстановил замок. Колла Макдоннелл умер в этом же замке в 1558 году.

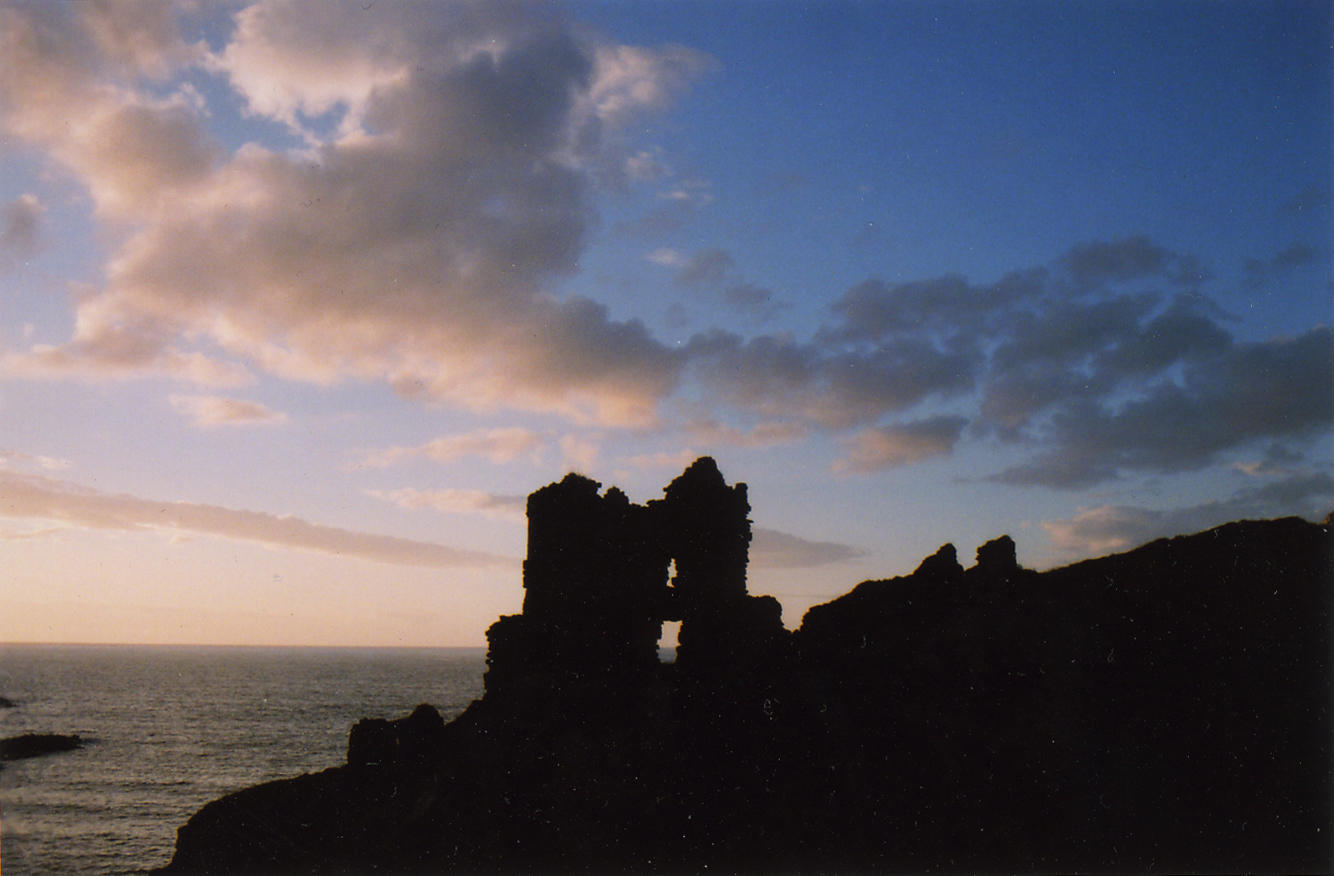
Замок Кинбейн ночью

Ниже замка располагается ущелье Лаг-на-Сассенах (ирл. Lag na Sassenach, досл. «ущелье англичан»). Название происходит от события в XVI веке во время войны. Англичане тогда хотели внезапно захватить замок, но на башне зажгли сигнальный огонь. Ирландские кланы пришли на помощь, окружили английский отряд в этом ущелье и всех перебили.
После смерти Колла Макдоннелла замок унаследовал его брат Сорли Бой Макдоннелл. Он обменял этот замок на замок Колонсей, принадлежавший Гилласпику Макдоннеллу, сыну Коллы Макдонелла. Затем замок принадлежал Оуэну Маклан Дул Макалистеру, 2-му лорду Лоуп, вождю клана Макалистер. Этот замок он получил как награду за верную службу клану Макдоннелл. Оуэн Маклан Дул Макалистер погиб в 1571 году во время боя с гарнизоном замка Каррикфергус. В этом бою он сражался бок о бок со Сорли Боем Макдоннеллом. Замок оставался во владениях потомков Оуэна Маклана Дул Макалистера до XVIII века. Затем был заброшен и превратился в руины.